# Ormetica geometrica
Ormetica geometrica är en fjärilsart som beskrevs av Felder 1874. Ormetica geometrica ingår i släktet Ormetica och familjen björnspinnare. Inga underarter finns listade i Catalogue of Life.